# Lene Kaaberbøl
Lene Kaaberbøl (født 24. marts 1960 på Rigshospitalet i København) er en dansk forfatter, bl.a. af en del fantasybøger for unge og flere voksenkrimier.
Kaaberbøl fik udgivet sine første bøger allerede som femtenårig.
Kaaberbøl gik på Aarhus Katedralskole, hvor hun blev færdig i 1978, hvorefter hun læste en Cand.mag. i engelsk og dramaturgi fra Aarhus Universitet. Inspireret af Tolkiens Ringenes Herre og Ursula K. Le Guin's trilogi om Jordhavet foregår mange af Lene Kaaberbøls bøger i middelalderlige universer.
Kaaberbøl er medejer af forlaget Phabel. Hendes bog Skammerens datter, der er den første i serien kaldet Skammerens børn, blev filmatiseret i 2015, og den næste film, Slangens gave udkom i 2019. Hendes serie Vildheks er ligeledes blevet filmatiseret, hvilket skete i 2018.
Kaaberbøl har modtaget en lang række litteraturpriser.

### Skammerens børn
1. Skammerens datter, 2000, ISBN 87-553-3314-1
2. Skammertegnet, 2001, ISBN 87-553-3222-6
3. Slangens gave, 2001, ISBN 87-553-3317-6 og ISBN 87-553-3325-7
4. Skammerkrigen, 2003, ISBN 978-87-91518-95-9

Serien er oversat til adskillige sprog og udgivet eller planlagt udgivet i bl.a. USA, England, Sverige, Japan, Tyrkiet, Frankrig, Tyskland, Holland, Rusland, Litauen, Norge og Færøerne. Den har solgt over 1 million eksemplarer i 30 lande. Den første bog i serien er i 2012 opsat som musical på Østre Gasværk Teater. Skammer-serien har også længe været på tale til filmatisering, og rettighederne er senest erhvervet af Nepenthe Film, der indspillede den første bog i 2014 med premiere 26. marts 2015.

### Katriona-trilogien
1. Sølvhesten – historien om Katriona Teresadatter, 1992, ISBN 87-91518-22-9
2. Hermelinen – historien om Katriona Trivallia, 1994, ISBN 87-91518-23-7
3. Isfuglen – historien om Katriona Bredinari, 2000, ISBN 87-91518-24-5

### Vildheks
1. Ildprøven, 2010, ISBN 978-87-7105-048-6
2. Viridians Blod, 2011, ISBN 978-87-7105-049-3
3. Kimæras Hævn, 2011
4. Blodsungen, 2012
5. Fjendeblod, 2013
6. Genkommeren, 2014

Serien blev filmatiseret med filmen Vildheks i 2018.

### W.I.T.C.H.
1. Salamanderens hjerte, 2002, ISBN 87-7932-697-8
2. Stilnerens musik, 2002, ISBN 87-7932-698-6
3. Havets ild, 2002, ISBN 87-7932-699-4
4. Grøn magi, 2002, ISBN 87-7932-346-4
5. Den Grusomme Kejserinde, 2002, ISBN 87-7932-702-8 og ISBN 87-7932-347-2

W.I.T.C.H.-bøgerne er skrevet på engelsk og siden oversat til dansk og andre sprog.

#### Krystalfuglene
1. Krystalfuglene I: Stenfalken, 2003, ISBN 87-7932-727-3
2. Krystalfuglene II: Ørnekløer, 2003, ISBN 87-7932-728-1
3. Krystalfuglene III: Uglens skygge, 2003, ISBN 87-11-21291-8
4. Krystalfuglene IV: Den gyldne føniks, 2003, ISBN 87-11-21292-6

#### Madeleine Karno
Krimi. Handlingen foregår i Frankrig i slutningen af 1800-tallet. Madeleine Karno er datter af "Kadaverdoktoren", datidens retsmediciner.
1. Kadaverdoktoren, 2010, ISBN 978-87-7053-499-4
2. Det levende kød, 2013, ISBN 978-87-7053-944-9

### Andre værker
- Den første bog om Tina og hestene, 1975
- Skyggeporten, 2006, ISBN 87-7055-009-3
- Sirene
- Den Hæse
- Drengen i kufferten, 2008, sammen med Agnete Friis

## Andre projekter
I 2005 var Lene Kaaberbøl idéforfatter på TV 2s julekalender Jul i Valhal, sammen med Mette Finderup og Merlin P. Mann.
I 2011 og 2012 var Lene Kaaberbøl forfatter på en multimediereklamekampagne fra marmeladefirmaet Den Gamle Fabriks i form af en applikation om Bærfolket. Applikationen havde illustrationer af Anders Walter og indtaling af Sebastian Klein og findes til Android- og iOS-platformene.

## Petanque
Lene Kaaberbøl vandt sølv ved VM i petanque i Frankrig 2000, hvor hun spillede hos Frederiksberg Idræts-Forening.

## Hæder
- 2003 Danmarks Skolebibliotekarers børnebogspris
- 2003 Børnebibliotekarernes Kulturpris[5]
- 2003 BMF's børnebogspris (Skammerkrigen)[5]
- 2004 Læsernes Bogpris (Skammerkrigen, nomineret)
- 2004 Nordisk Skolebibliotekarforenings Børnebogspris[6]
- 2009 Harald Mogensen-prisen (Drengen i kufferten, sammen med Agnete Friis)
- 2012 Læsernes Bogpris (Kimæras hævn, nomineret)
- 2012 Orla-prisen (Ildprøven)